# I Love You but I’ve Chosen Darkness
I Love You but I've Chosen Darkness ist eine US-amerikanische Indie-Rock-Band aus Austin, Texas. Die Band besteht aus Sänger Christian Goyer, den Gitarristen Daniel Del Favero und Ernest Salaz, dem Bassisten Edward Robert und Schlagzeuger Tim White.

## Geschichte
2003 veröffentlichte die Gruppe eine erste EP, drei Jahre später erschien das Debütalbum Fear Is on Our Side auf dem Label Secretly Canadian. Die Platte wurde von Paul Barker, dem früheren Bassisten der Band Ministry, produziert. Zur Single According to Plan wurde auch ein Musikvideo gedreht. Das Album erhielt positive Kritiken, Pitchfork Media stellte Vergleiche zu Bands wie Interpol, Explosions in the Sky und Calla an.
Ein angekündigter Nachfolger erschien zunächst nicht, ab 2007 wurde es ruhig um die Band. Erst 2014, acht Jahre nach dem Debüt, kündigte Secretly Canadian die Veröffentlichung des zweiten Albums Dust für Oktober 2014 an und präsentierte vorab den Song Faust.

## Diskografie

### Alben
- Fear Is on Our Side (2006)
- Dust (2014)

### EPs
- I Love You but I've Chosen Darkness (2003)

### Singles
- According to Plan (2006)